# Gà trống thiến

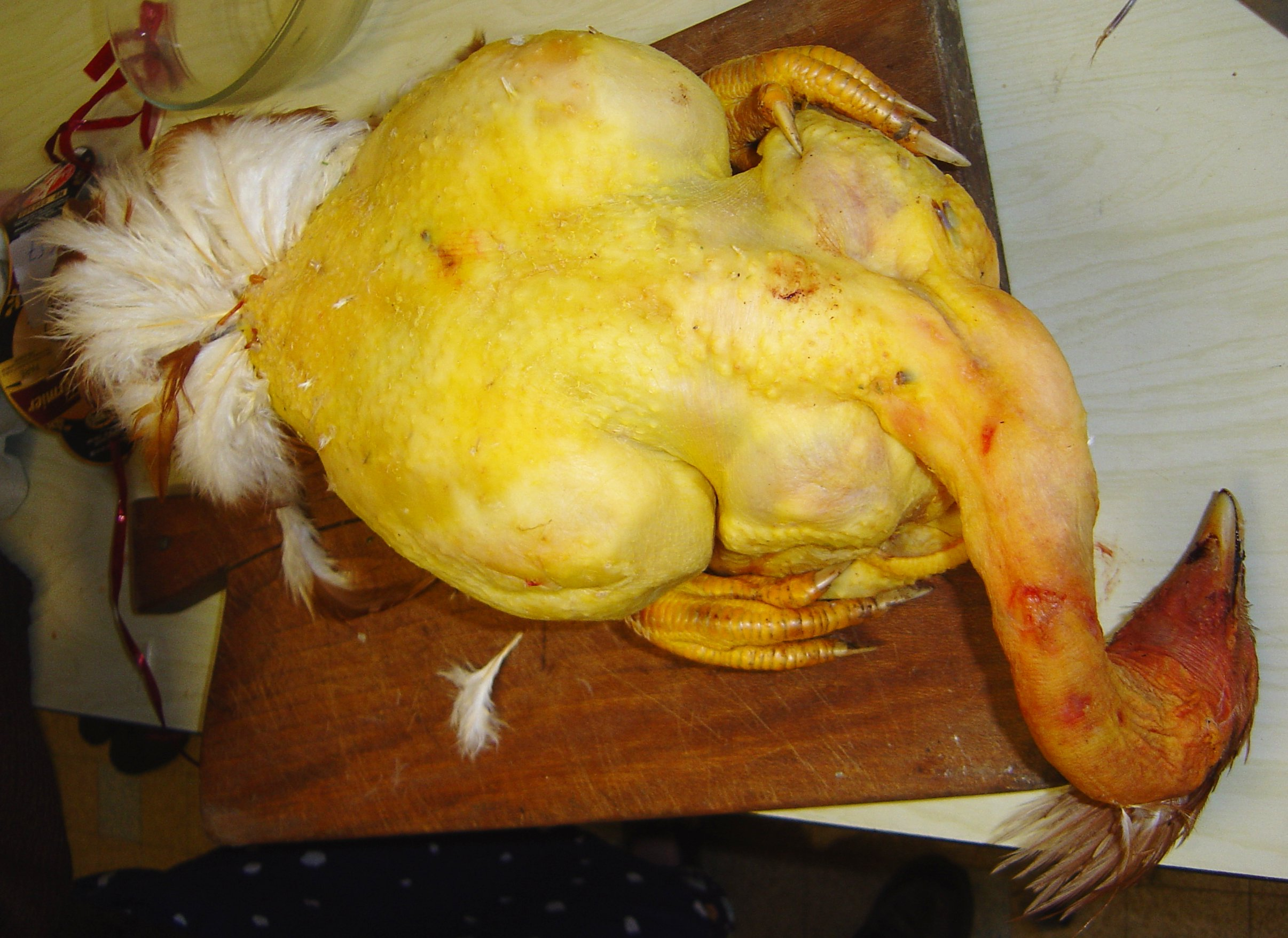
Thịt của một con gà trống thiến

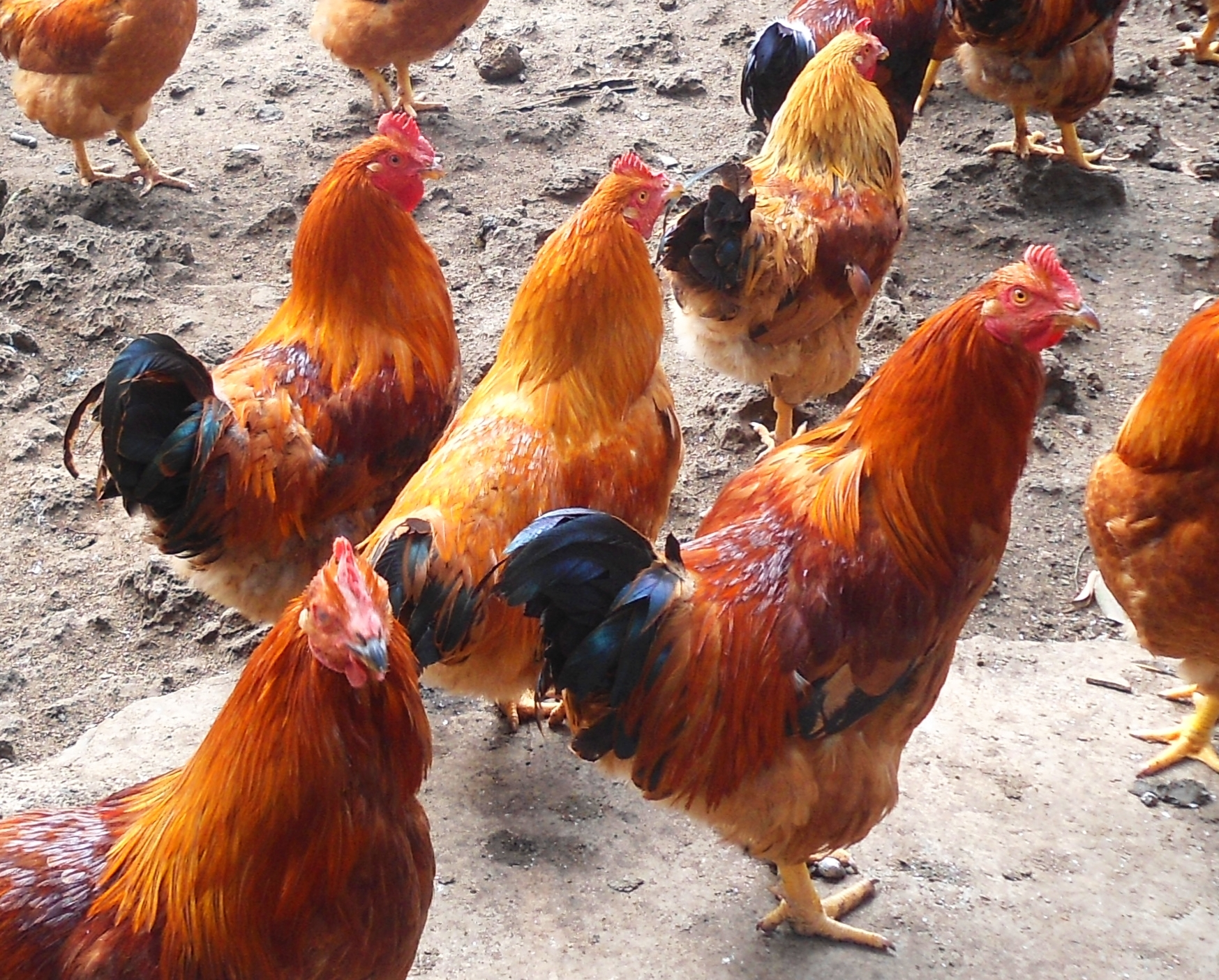

Gà trống thiến là những con gà trống được thiến cặp tinh hoàn để nâng cao chất lượng thịt gà. Việc thiến gà được bắt đầu từ những con gà trống choai (mới lớn) mà không dùng để làm giống.

## Đặc điểm
Gà trống tuy vóc dáng lớn hơn gà mái nhưng thịt gà trống thường dai, không ngon. Muốn vỗ gà trống cho béo thì người nuôi cần thiến gà bằng cách loại bỏ hai dịch hoàn là bộ phận sinh dục ở trong bụng gà. Kết quả là gà trống thiến bớt hung hăng, bớt hiếu động và dễ tăng cân. Thịt gà trống thiến vì vậy có tiếng là ngon mềm hơn. Người nuôi phải chọn con gà mới chập chững gáy để thiến. Từ thời điểm bị cắt 2 quả tinh hoàn, gà sẽ không còn hung hăng, không gáy, mồng teo lại. Ngọc kê (tinh hoàn gà) là món ăn vừa ngon, vừa bổ.
Về hình dạng và trọng lượng, gà trống thiến to gấp 3-4 lần gà bình thường, thịt mềm nhưng săn chắc và ngọt, không nhão như thịt gà tây, có nhiều mỡ, da dày và giòn, sau khi luộc màu gà ngả vàng óng rất đẹp. Vì thịt gà thiến khá ngon nên ở vùng nông thôn, người dân Việt Nam thường nuôi gà trống thiến để ăn vào những ngày Tết hoặc đem biếu, tặng. Trong dân gian Việt Nam có câu ca dao miêu tả thịt gà trống thiến thuộc hàng ngon: Chập chập thôi lại cheng cheng/Con gà trống thiến để riêng cho thầy
Người Dao, người Hoa, người Sán Dìu ở vùng miền Đông của tỉnh Quảng Ninh có thứ gà nuôi nhốt, cho ăn không khác gà công nghiệp (thức ăn không phải thức ăn công nghiệp có nhiều chất bổ, vẫn là lúa ngô khoai sắn, rau xanh), cũng chỉ việc ăn để lớn, nhưng luộc hay nấu ăn ngon. Đó là gà thiến nuôi nhốt trong lồng. Những lồng gà thiến treo ngang ngực người, một dãy ở hiên chuồng lợn, mỗi lồng một con, lông đuôi dài óng ánh, to, béo mượt. Một con gà thiến nuôi nhốt, nặng gần 3 cân. Ngoài món luộc, còn làm được một nồi đông. Trong khi gà thiến nuôi nhốt, gà đi bộ, gà ri, gà tiên yên khoái khẩu lại là món luộc chấm muối chanh ớt.

## Phương pháp
Có hai phương pháp thiến chính là thiến móc hay còn gọi là thiến bụng) và thiến lườn. Trước khi thiến 6- 12 giờ không được cho gà ăn. Sau khi thiến 24 giờ không nên cho gà ăn no ngay, ăn nhẹ, thức ăn có nhiều chất bổ để gà nhanh hồi phục. 

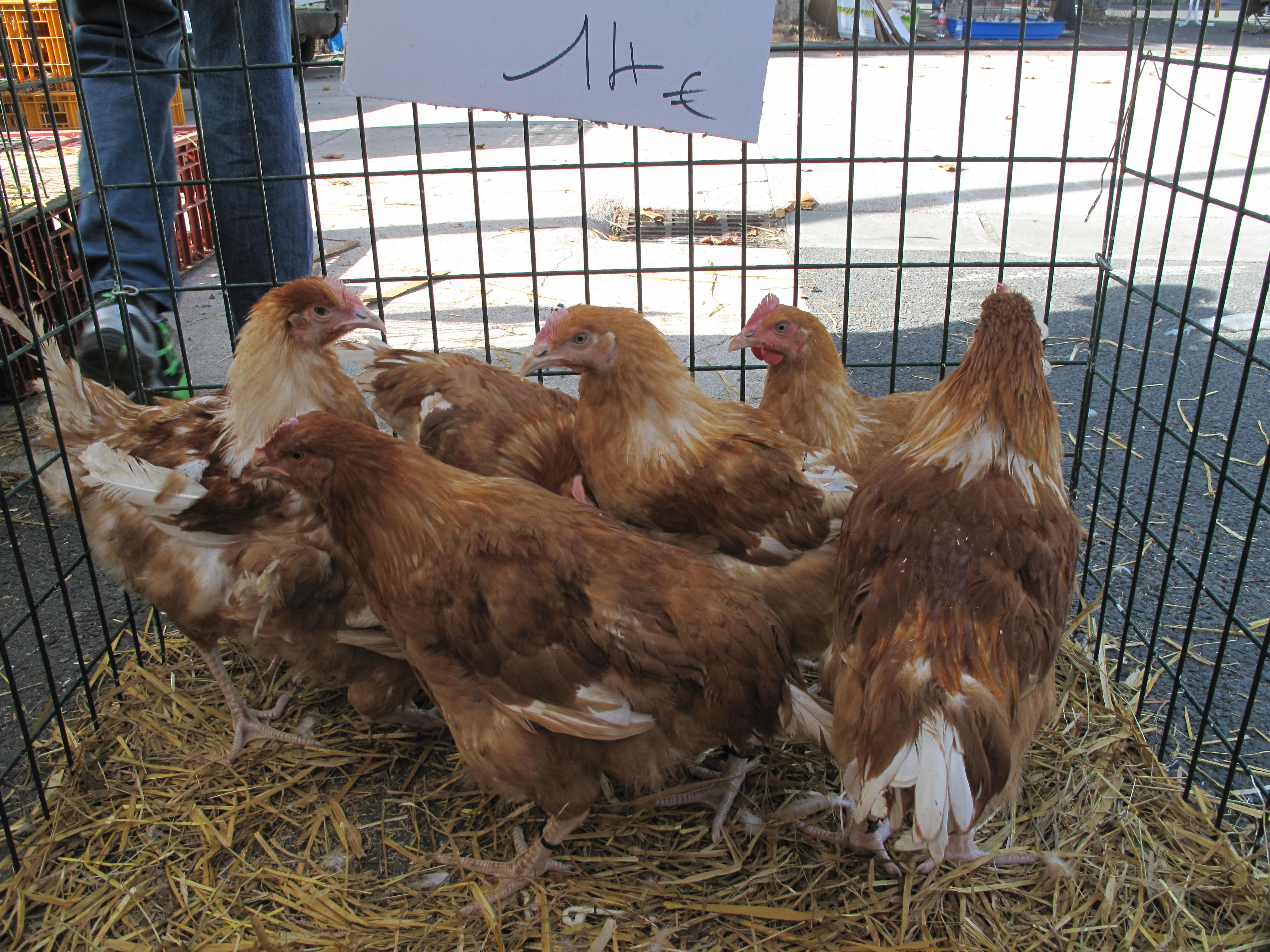
Những con gà trống choai bị thiến

### Thiến móc
Đây là phương pháp thiến phổ thông, gà thường bị chảy máu nhiều, hay bị nhiễm trùng. Dùng ngón tay trỏ hay giữa chọc thủng màng bụng, lần nhẹ ngón tay dọc theo sát sống lưng lên phía trước để tìm dịch hoàn nằm hai bên sương sống. Dịch hoàn hình quả trứng, trơn, nhẵn kích cỡ to bằng ngón tay út đến ngón tay cái. Trước khi lấy dịch hoàn ra phải xác định vị trí dịch hoàn đối xứng phía bên kia xương sống để tránh nhầm lẫn.
Lách nhẹ, hơi cong ngón tay để cho dịch hoàn nằm chọn trong kẽ đốt thứ nhất của ngón, miết mạnh sao cho dịch hoàn không bị sứt, bị sót rồi lựa kéo ra ngoài. Dịch hoàn thứ hai cũng được lấy ra tương tự. Do cách thiến bụng làm gà bị chảy nhiều máu, tỉ lệ sống của gà thiến chỉ khoảng 70% nên hiện nay người dân ít thiến kiểu này mà dùng phương pháp thiến sườn.

### Thiến sườn
Đặt gà nằm nghiêng về bên phải và đầu hàng về bên trái. Người hỗ trợ giữ gà ngồi phía lưng, người thiến nằm phía bụng, tiến hành vặt lông che phần đốt thứ nhất và thứ hai từ phao câu lên, sau đó sát trùng dụng cụ dao, panh, kim chỉ và vùng da định mổ bằng cồn 70-90 độ. Rạch một đường dài 3–4 cm xuống phía bụng, cách xương sống 1 -1, 5 cm giữa xương sườn thứ nhất và thứ 2.
Dùng panh căng vết mổ khoảng 2–3 cm. Lấy đèn pin soi sẽ thấy dịch hoàn màu trắng hồng nằm sát sương sống. Cần xác định vị trí dịch hoàn bên kia, trước khi lấy dịch hoàn thứ nhất. Dùng thòng lọng lựa sao cho dịch hoàn chui vào rồi dùng xiên xiên vào dịch hoàn, kéo thòng lọng cho đứt cuống dịch hoàn, nhấc xiên kéo dịch hoàn ra. Dịch hoàn còn lại cũng thao tác như vậy. Sau đó khâu lại và sát trùng vết thương.